# Lynda Corazza
Pour les articles homonymes, voir Corazza.
Lynda Corazza est une  illustratrice et autrice de bande dessinée et d'ouvrages pour la jeunesse née le 19 décembre 1971 à Menton.

## Biographie
Née le 19 décembre 1971 à Menton, Lynda Corazza fait ses études à l'École supérieure des arts décoratifs de Strasbourg. Son premier ouvrage, Chaussettes, est publié en 1996 aux Éditions du Rouergue. Elle crée d'autres ouvrages jeunesse, comme Petit grand en 1999.
Quelques mois après la naissance de son fils, Lynda Corazza tient un blog, MamLynda, où elle publie ses dessins et qui rencontre un succès croissant. Le blog donne lieu à une publication. En 2006, elle livre le premier volume de la bande dessinée Je veux un bébé (moi non plus) aux éditions Delcourt, qui porte sur la grossesse et l'accouchement sous un angle humoristique. Le deuxième volume, Faites des gosses (qu'ils disaient), paraît en 2008 et s'inspire de son expérience de jeune mère. En 2013, elle livre Adopte un thon.com : l'amour avec un grand @, où elle met en scène, avec humour, une femme qui fréquente des sites de rencontres.
Elle s'associe avec la psychologue clinicienne Anne-Claire Kleindienst pour un ouvrage fondé sur la discipline positive et livre en 2017 Petit décodeur illustré de l'enfant en crise : quand la crise nous fait grandir (éd. Mango). L'ouvrage est traduit en plusieurs langues et ses ventes dépassent 30 000 exemplaires en 2019.

## Œuvres

### Ouvrages jeunesse
- Chaussettes, Éd. du Rouergue, 1996  (ISBN 2-84156-039-2)
- Tonton ton thé, Éd. du Rouergue, 1996  (ISBN 9782841560455)
- Ou li bou ni che ?, Éd. du Rouergue, 1997  (ISBN 9782841560790)
- Le petit monde : journal de l'année mille neuf cent quatre-vingt-dix-sept, Éd. du Rouergue, 1998  (ISBN 9782841560820)
- Petit grand, Éd. du Rouergue, 1999  (ISBN 9782841561131)
- Zéro, Éd. du Rouergue, 2000  (ISBN 9782841562459)
- Ma grand-mère est une catastrophe ! avec Gudule, Éd. Lito, 2003  (ISBN 9782244417103)
- Mes parents sont marteaux !, avec Philippe Besnier, Éd. du Rouergue, 2009  (ISBN 9782812600364)

### Illustration
- Attention à la marche !,  texte d'Anne-Claire Lévêque, Ed. du Rouergue, 1997  (ISBN 9782841560592)
- Records, texte d'Olivier Douzou,  Éd. du Rouergue, 1997  (ISBN 9782841560783)
- Petit décodeur illustré de l'enfant en crise : quand la crise nous fait grandir, texte d'Anne-Claire Kleindienst, Mango, 2017  (ISBN 9782317018060)
- Petit décodeur illustré de l'enfant en crise : quand la crise nous fait grandir, texte d'Anne-Claire Kleindienst, Mango, 2019  (ISBN 9782317012532)
- Revue mensuelle Wakou (Milan presse, depuis Toulouse, et BayaM), pour des enfants de 4 à 8 ans et leurs parents et éducateurs.

### Bande dessinée
- Je veux un bébé (moi non plus), scénario, dessin et couleur, éd. Delcourt, coll. Humour de rire

1. Je veux un bébé (moi non plus), 2006  (ISBN 2-7560-0011-6)
2. Faites des gosses (qu'ils disaient), 2008  (ISBN 978-2-7560-0569-0)

- Adopte un thon.com : l'amour avec un grand @, scénario, dessin et couleur, éd. Le Lombard, 2013  (ISBN 978-2-8036-3259-6)